# Struthiones
Gli Struzioni (Struthiones, Linnaeus 1758) sono un sottordine degli Struthioniformes e raccoglie una sola famiglia vivente, gli Struzionidi (Struthionidae) e una estinta, gli Emeidi (Emeidae).